# Metriomantis boliviana
Metriomantis boliviana är en bönsyrseart som beskrevs av Atilio Lombardo 1999. Metriomantis boliviana ingår i släktet Metriomantis och familjen Mantidae. Inga underarter finns listade i Catalogue of Life.